# Nemzetközi stílus (építészet)
A nemzetközi stílus (angol: International Style) vagy más neveken internacionális stílus vagy internacionalizmus az 1920-as és '30-as években Európában és az Egyesült Államokban kialakult építészeti áramlat, amely a 20. század első felében a nyugati építészet uralkodó irányzatává vált. Nagyjából az 1980-as évekig virágzott szerte a világon. Szorosan kapcsolódott a modernizmushoz és a modern építészethez és fő jellemzője, hogy a múlt építészeti hagyományaival teljesen szakított. Az üveg és az acél, kombinálva az általában kevésbé látható vasbetonnal, az építkezés jellemző anyagai. A stílust gyakran "minimalistának" nevezik, mivel hívei hajlamosak voltak olyan épületeket tervezni, amelyek mentesek minden dísztől, és a legalapvetőbb szerkezeti elemeikre redukálódnak.

## Történelem
Az 1920-as évek elején Franciaországban és Németországban egyidejűleg tisztázták az építészeti tervezés azon alapelveit, amelyek meghatározzák a nemzetközi stílust.
Kulcsfontosságú esemény volt a Deutscher Werkbund  (Német Munkaszövetség) által 1927-ben a Stuttgartban megépített lakótelep. A Ludwig Mies van der Rohe által irányított projekt Weißenhofsiedlung  néven vált ismertté és a stílus bemutatója volt. Az épületek közül kettőt Le Corbusier francia-svájci építész tervezett, és ezek ma a kulturális világörökség részei.
1932-ben Henry-Russell Hitchcock művészettörténész és Philip Johnson építész kiállítást és kísérőkötetet mutatott be a New York-i Modern Művészeti Múzeumban, amely a kortárs európai építészetet mutatta be. Az „International Style” (Nemzetközi stílus) kiállítás megalkotta a stílus nevét, és bemutatta ezeket a radikálisan modern épületeket az amerikai közönségnek.
Az USA-ban folytonos volt a fejlődés, e stílus jegyében elsősorban irodaházak épültek, ahol maga a forma a nagyvállalat identitásának része volt, az épületben pedig a sikeres kapitalizmus ölt testet. A lakóházak kivételével a nemzetközi stílus teljes mértékben uralta az amerikai építészetet az 1950-es évektől az 1970-es évek végéig. Ez az (anti)stílus testesítette meg  a modern mozgalom csúcspontját az Egyesült Államokban és Európában.
Az 1970/1980-as évektől jelent meg az új, úgynevezett posztmodern ('modern utáni') építészet, illetve elszórtan újraéledtek historizáló tendenciák is.

## Jellemzők
A fő jellemzői a következők:
- látható acélváz
- nagy üvegfelületek
- lapos tető
- a sima felületű, díszítetlen falak
- egybenyíló terek [1]

## Fordítás
- Ez a szócikk részben vagy egészben  az   International Style (architecture) című angol Wikipédia-szócikk fordításán alapul.  Az eredeti cikk szerkesztőit annak laptörténete sorolja fel. Ez a jelzés csupán a megfogalmazás eredetét és a szerzői jogokat jelzi, nem szolgál a cikkben szereplő információk forrásmegjelöléseként.